# Abron (peuple)
Pour les articles homonymes, voir Abron et Bono (homonymie).

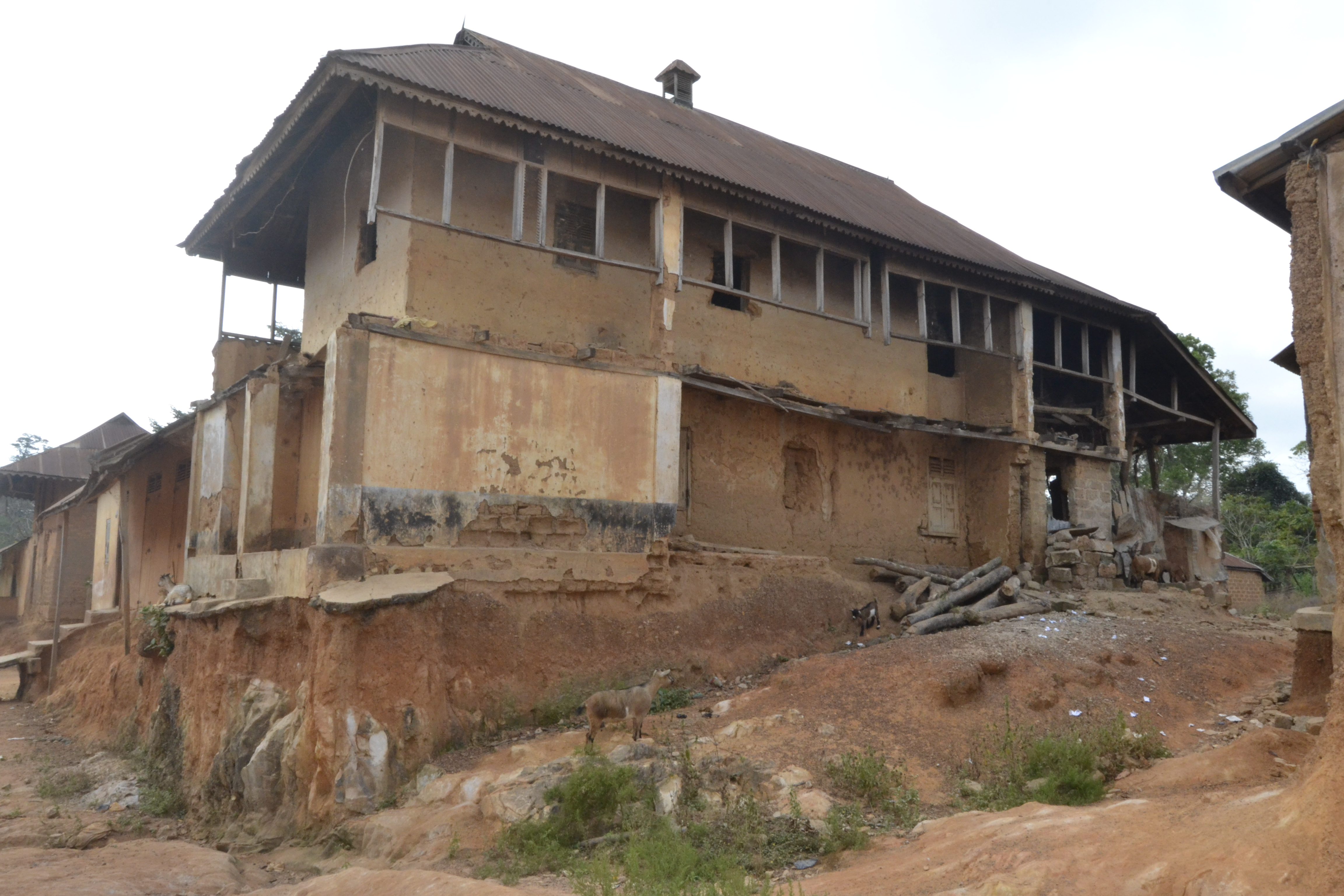
Une maison Bron en étage et construite en brique.

Les Abron  sont une population d'Afrique de l'Ouest, vivant principalement au Ghana d'où ils sont originaires, ainsi que dans l'est de la Côte d'Ivoire, dans les départements de Bondoukou, Koun-fao, Tanda et Transua.
Ils font partie du grand groupe des Akans.

## Ethnonymie
Selon les sources et le contexte, on observe plusieurs formes : Abrong, Abrons, Bono, Boron, Brong, Bron, Doma, Dom, Tchaman.

## Langue
Ils parlent l'abron, une langue kwa.

## Histoire
Les Abron viennent du Sud-Est du Ghana, précisément d'Akouamou. ils ont migré à la suite de conflits de succession au trône. Au XVe siècle les Abrons (Bron) arrivent à Bondoukou qui était occupé par les Koulangos. Aussitôt, les Abrons étant des vrais guerriers vont s'imposer pour former le royaume de Bondoukou et diriger ainsi toute la région. Les Koulangos se retranchent à Bouna, tandis que les Brons ou Abrons occupent Bondoukou et ses alentours, Tanda et ses alentours, etc. 
Le peuple Bron ou Abron livre des batailles pour délimiter son nouveau territoire et asseoir sa suprématie. Il livre des combats contre les Agny Andoh et bien d'autres avec le roi légendaire Adou Bini. 
La nomenclature en pays Bron ou Abron n'est pas fortuite. Ainsi, Adjiman ou Adjoumani, qui signifie le conquérant des pays ou des nations, désigne un puissant et vaillant guerrier. 
Une fois sur le territoire ivoirien, plusieurs chefs se succèdent : Nanan Tan Date, Nanan Adjiman Kouakou, Nanan Pokou Ware, ainsi que Nana koffi Yeboua qui meurt en 1992. Son arrivée au pouvoir s'était faite dans un moment de crise, car son oncle avait eu une aventure amoureuse avec la plus jeune des femmes du roi, la famille de Nanan Koffi Yeboua était donc mal vue par les anciens du peuple. Aussi, pour laver l'affront causé par son oncle qui aurait dû être le nouveau roi, Nanan Koffi Yeboua demande aux anciens de lui faire confiance, donc de prendre les rênes du pouvoir pour relever et repositionner le peuple affaibli par les guerres  et montrer aussi une bonne image de sa famille. Cela lui est accordé, et il devient l'un des rois les plus puissants et prestigieux du royaume Bron ou Abron. 
La famille s’agrandissant, on assiste à l'augmentation des familles royales donc des princes, ce qui cause parfois des problèmes de succession. Aussi l'un des camps royaux accuse l'autre d'égarer à chaque fois certains attributs royaux lors du règne ou lors de la re-expédition du trône dans l'autre camp qui doit posséder le trône.  À la mort du roi Nanan Koffi Yeboua, un conflit du succession se pose : les enfants du roi Nanan Koffi Yeboua refusent de donner les attributs de chef de leur père, réclamant ainsi le trône. Or, en pays Abron ou Bron, le régime adopté est le matriarcat ou régime matrilinéaire : seuls les enfants des sœurs et des tantes du roi peuvent succéder au roi. 
Ainsi, le pouvoir s'endort de 1992 jusqu'en 2010, où l'on constate la manipulation de certains élus et cadres qui à cause de leur parti politique sèment la confusion ou tentent de manipuler l’opinion publique. Cependant Nanan ADJIMAN.[Quoi ?]

## Culture
La culture Abron (Bron) est très riche, et est considérée comme l'une des mieux organisées de la Côte d'Ivoire. 
La culture Bron est caractérisée principalement par la fête de l'igname qui marque le début de la nouvelle année. Lors de cette fête les chefs de familles offrent des sacrifices aux mânes, aux ancêtres, aux dieux (des eaux, des cultures, etc.), de les avoir protégés, de leur avoir donné la santé, l'abondance (dans la culture), la richesse, etc. Ils offrent les prémices de la nouvelle igname, de la boisson (« gin »), ainsi que l'immolation des animaux comme poulets, moutons ou bœuf, en fonction des moyens de la famille. Après cette cérémonie, les anciens sont autorisés à consommer ce nouveau tubercule. 
En dehors de la fête des ignames, la tenue vestimentaire consiste au port du pagne aussi bien par les hommes que par les femmes, sans débardeur ni chemise sous le pagne, contrairement aux autres Akans qui portent des habits sous le pagne et des parures ou chaines en or.
La littérature abron est essentiellement orale, constituée de contes, de paraboles et de proverbes. 
Quelques proverbes abrons : 
- Il faut se garder de donner un coup de poing sur le  crâne de celui dans la bouche de qui on a son doigt.
- Quand on a rien à offrir à sa belle-mère, il faut se garder de la voler.
- Nul ne gémit à la place de celui qui déracine un palmier.
La danse abron, l'adowa, représente la Côte d'Ivoire sur l'échiquier international. Très expressive mais hermétique pour le grand public, elle est exécutée au son du tambour qui donne la conduite à suivre. Au pays Bron, seuls les initiés qui en ont la maîtrise dansent. Les danses dépendent de la classe sociale, et un danseur exécute ainsi des pas de danse spécifiques avant l'entrée d'un noble. 

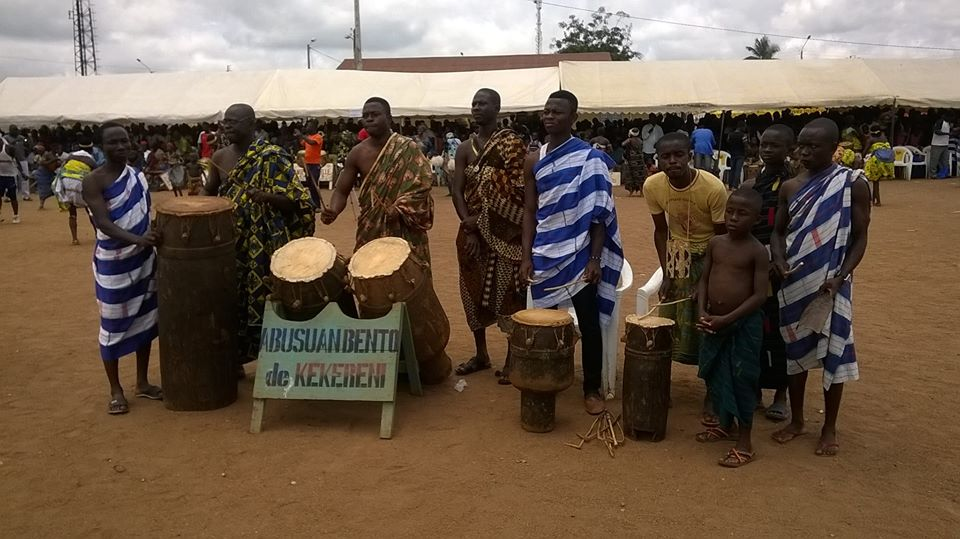
L'Abusuan Bentô de Kékéréni en prestation durant le Festival du Zanzan en 2015

En pays Bron, le tam-tam est le moyen de communication privilégié. Quand une personnalité décède, le tam-tam transmet le message : dans les heures qui suivent, les vieux reviennent aussitôt des champs pour chercher à s’occuper du défunt. 

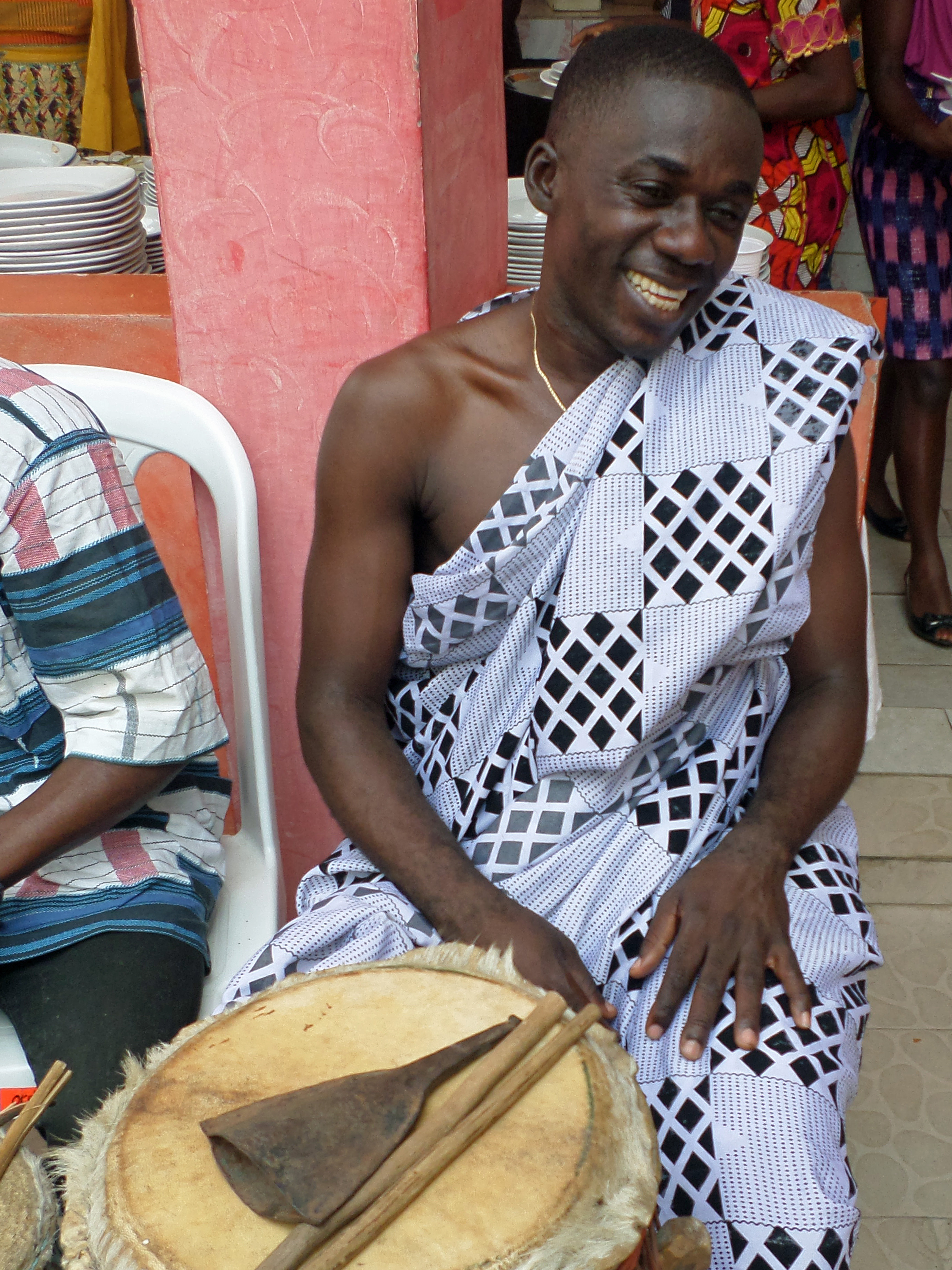
Musicien abron

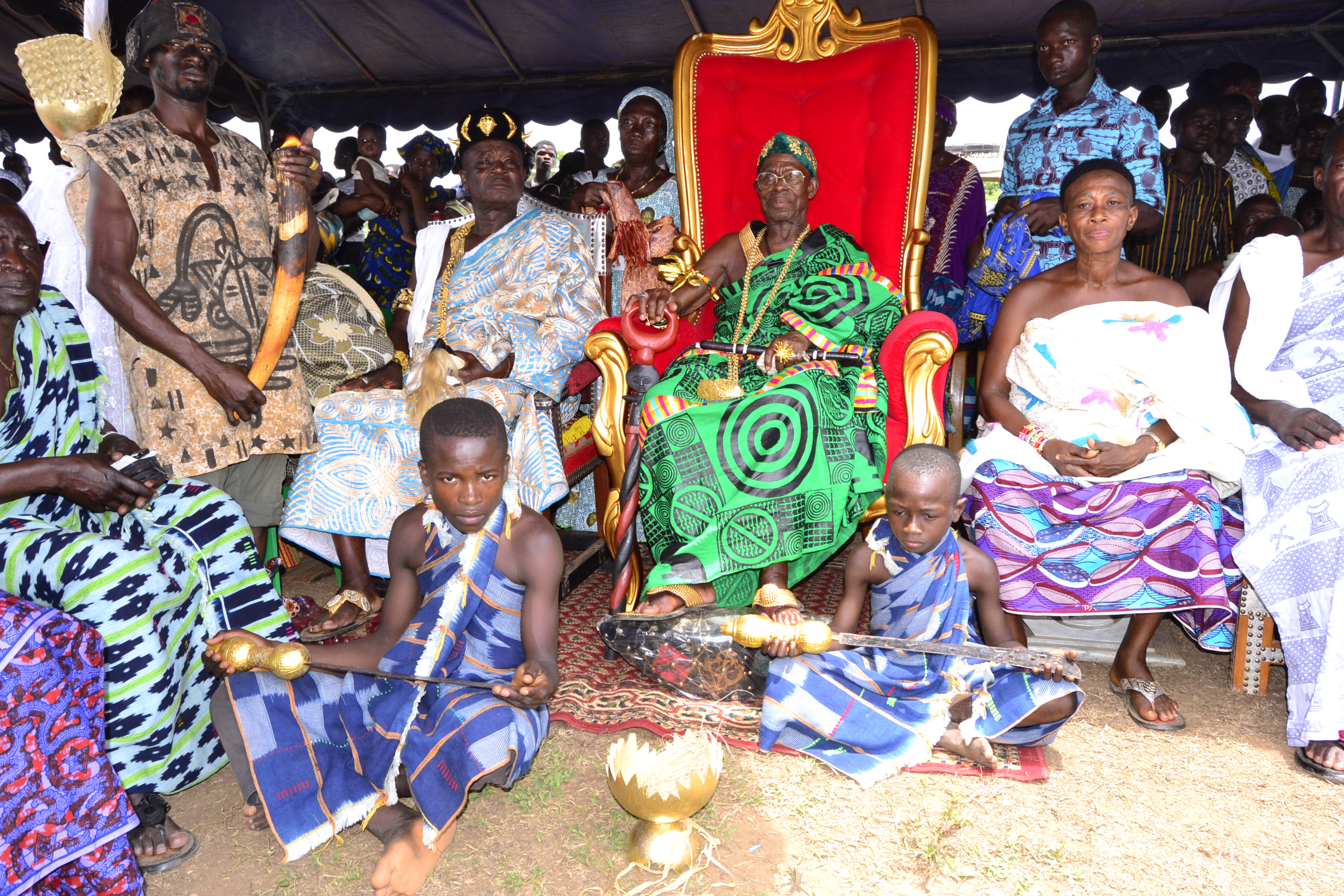

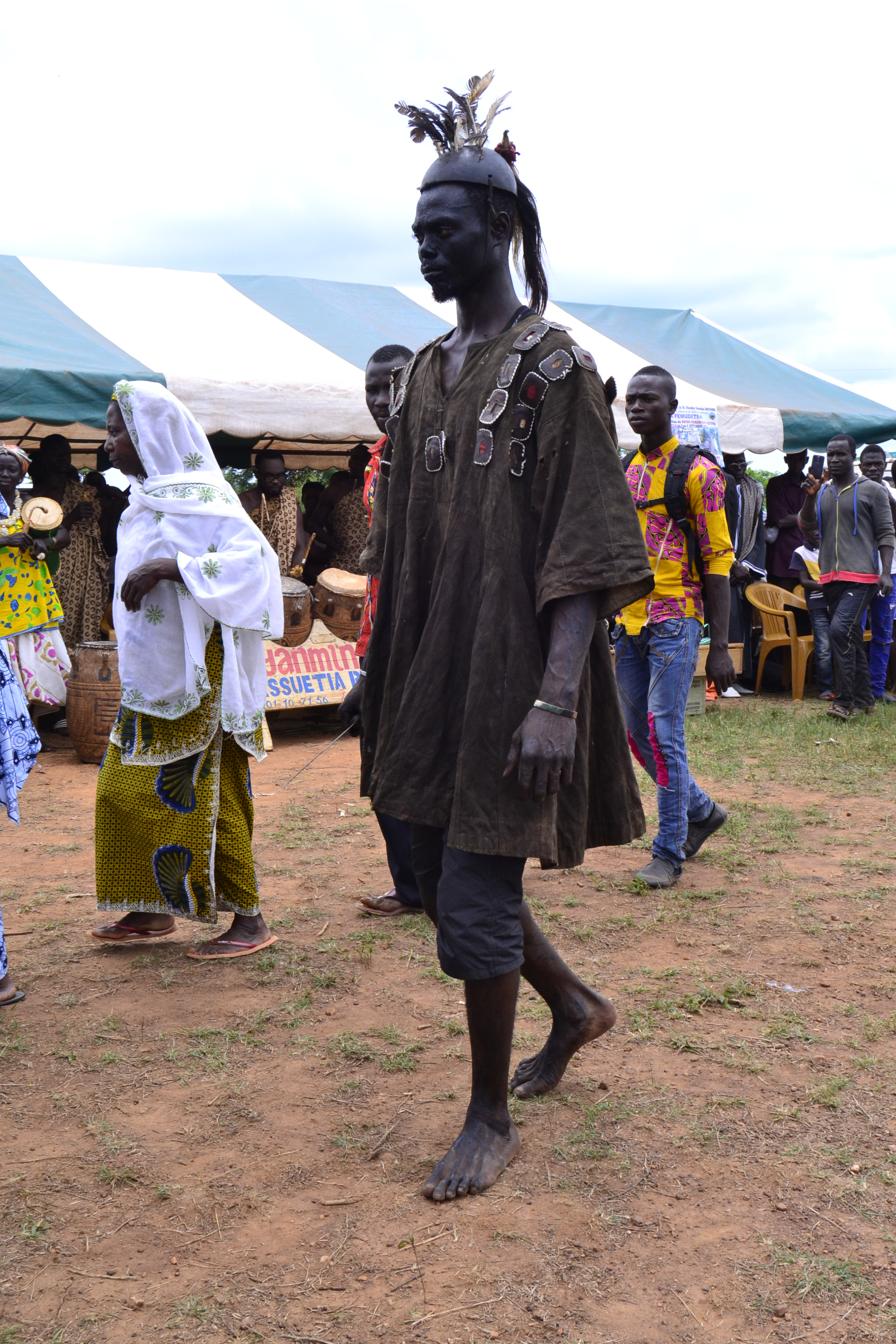
Un guerrier Abron

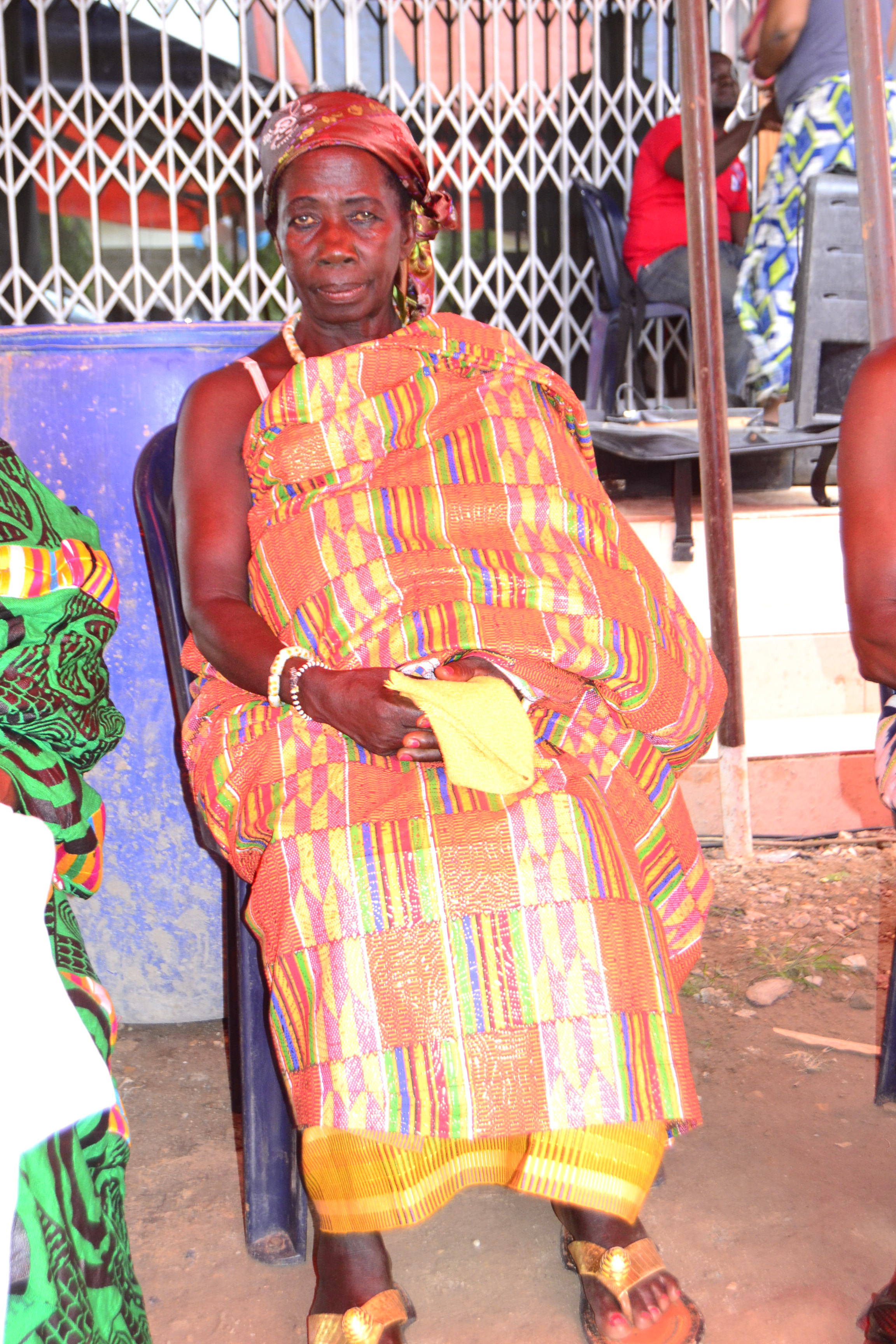